# Indice di processo sostenibile
L'indice di processo sostenibile (SPI - dall'inglese Sustainable Process Index) è stato sviluppato negli anni '90 presso l'Università tecnica di Graz da un team di scienziati (in particolare da Ch. Krotscheck) sotto la guida del professor Michael Narodoslawsky. L'SPI è un membro della famiglia dell'impatto ecologico che aggrega e confronta le diverse pressioni ecologiche.

## Utilizzo
Permette di valutare gli impatti ecologici di prodotti e servizi industriali come produzione di energia, prodotti industriali, agricoltura e costruzioni. Fornisce una valutazione globale che distingue nettamente tra energia fossile e rinnovabile (come fa il Global Warming Potential) ma tiene conto anche di altre emissioni nell'acqua e nell'atmosfera del suolo. Sulla base dell'idea, che il reddito primario della terra è l'energia solare, secondo il principio di economia ecologica la superficie della terra è la dimensione base della valutazione. L'SPI appartiene quindi alla stessa famiglia di misure ecologiche dell'Impronta ecologica. Tutti questi metodi misurano l'area necessaria per supportare le attività umane. L'SPI prende in considerazione l'intero ciclo di vita a partire dall'estrazione di materie prime fino all'ulteriore trasformazione e produzione di merci, dal riciclaggio allo smaltimento dei rifiuti. Ciò include le emissioni grigie, le emissioni che provengono dalla produzione e dal funzionamento delle infrastrutture. Il metodo SPI si basa sul confronto tra flussi di materiali naturali e flussi di materiali tecnologici.

### Principi
La conversione dei flussi di massa ed energia è fortemente definita da due principi di sostenibilità .
- Principio 1: i flussi di materiale antropogenico non devono alterare la qualità e la quantità dei cicli biochimici e geochimici globali.[4][1][2]
- Principio 2: i flussi di materiale antropogenico non devono superare la capacità di assimilazione locale e devono essere inferiori alle fluttuazioni naturali dei flussi geogenici.

L'SPI è il rapporto tra due aree. Uno è l'area necessaria per incorporare un ciclo di vita per generare un prodotto o un servizio nella biosfera. L'altra è l'area statistica disponibile per ogni essere umano sulla terra, che è espressa in m² sulla base di una popolazione globale di 7,39 miliardi di persone. Contrariamente all'impronta ecologica, l'SPI tiene conto anche della superficie dell'oceano, poiché gli oceani sono elementi chiave di molti cicli materiali globali (ad esempio il ciclo del carbonio). 
- SPI << 1: SPI molto più piccolo di uno significa che il servizio (processo, attività) è molto "economico" per la sostenibilità (ad es. Beni di consumo quotidiano)
- 0,001 <SPI <1 un SPI tra zero e uno significa che il servizio valutato (processo, attività) può essere adatto allo sviluppo sostenibile
- SPI> 1: unSPI più grande di uno significa che il servizio (processo, attività) è troppo inefficiente per la sostenibilità - il vantaggio è troppo "costoso"

La superficie terrestre e l'atmosfera sono edifici complessi che devono essere presi in considerazione diversi compartimenti per una valutazione ecologica completa. L'SPI comprende tassi di rinnovo naturali, tassi di assorbimento e tassi di cambio naturali delle sostanze all'interno e tra i compartimenti aria, suolo e acqua. Praticamente questo è definito con i tassi massimi di flussi di materiali ed energia che possono essere assorbiti dai pozzi naturali della biosfera. 

## Metodo
Le attività umane influenzano l'ambiente naturale in molti modi diversi. I processi necessari per eseguire queste attività richiedono risorse, energia e manodopera umana. La produzione, la consegna e il consumo delle merci genera emissioni e rifiuti. L'SPI include tutte queste diverse problematiche che riguardano l'ambiente. Un'area Atot che sarebbe necessaria per le attività umane incorporare in ecosfera può così essere aggregata.
A tot = A R + A E + A I + A S + A P [m 2 ] (1) A R = A RR + A RF + A RN [m 2 ] (2) A I = A ID + A II [m 2 ] (3)
La somma per l'area totale è la somma di tutte le aree parziali (Formel 1).
- AR, l'area necessaria per fornire materie prime, è la somma (formula 2) di tutte le aree necessarie per fornire risorse rinnovabili (ARR ), risorse fossili (ARF ) e risorse non rinnovabili (ARN ).
- AE è l'area necessaria per fornire energia di processo (incl. Elettricità).
- AI, l'area necessaria per fornire l'infrastruttura per il processo è la somma (formula 3) dell'uso diretto del suolo (AID ) e l'area necessaria per fornire l'area per gli edifici e gli impianti di processo (AII ).
- AS è l'area necessaria per l'approvvigionamento del personale.
- AP è l'area necessaria per un incorporamento sostenibile delle emissioni e dei rifiuti nell'ecosfera.

L'SPI aggrega impronte parziali dagli inventari di massa, energia ed emissioni di ogni sottoprocesso e le rimanda al prodotto finale. Ciò significa che Atot è l'impronta totale di un prodotto considerato per unità di misura. Sono state definite sette diverse categorie per garantire una migliore visibilità delle diverse categorie di impatto: 
- Consumo diretto di terreni
- Consumo di risorse non rinnovabili
- Consumo di risorse rinnovabili
- Consumo di risorse fossili
- Emissioni nell'aria
- Emissioni in acqua
- Emissioni nel suolo

## Campi di applicazione
L'SPI viene applicato per diverse valutazioni ecologiche. Alcuni esempi sono: 
- Energia rinnovabile: integrazione del sistema di bioenergia rinnovabile[5]
- Approvvigionamento di energia rinnovabile[6][7]
- Calcolatore dell'influenza personale
- Valutazione dell'influenza per scuole, Energy Scout
- Influenza ecologica per l'agricoltura
- Stile di vita: Greengang vs. Captain Carbon[8]